# Turniej o Srebrny Kask 1984
Turniej o Srebrny Kask 1984 w sporcie żużlowym – coroczny turniej żużlowy organizowany przez Polski Związek Motorowy. Dziewiętnasty finał odbywał się w Lublinie, gdzie wygrał Ryszard Dołomisiewicz.

## Finał
- 23 sierpnia 1984 r. (czwartek), Lublin

| Msc. | Zawodnik              | Klub                  | Pkt |             |  |
| ---- | --------------------- | --------------------- | --- | ----------- |  |
| 1    | Ryszard Dołomisiewicz | Polonia Bydgoszcz     | 14  | (2,3,3,3,3) |  |
| 2    | Wojciech Załuski      | Kolejarz Opole        | 13  | (3,2,3,2,2) |  |
| 3    | Ryszard Gabrych       | Polonia Bydgoszcz     | 11  | (2,3,0,3,3) |  |
| 4    | Piotr Tomaszewski     | Falubaz Zielona Góra  | 10  | (3,3,3,0,1) |  |
| 5    | Dariusz Stenka        | Wybrzeże Gdańsk       | 10  | (3,3,1,w,3) |  |
| 6    | Mirosław Korbel       | ROW Rybnik            | 10  | (3,2,1,3,1) |  |
| 7    | Piotr Styczyński      | Motor Lublin          | 8   | (0,2,1,2,3) |  |
| 8    | Andrzej Kułaga        | Śląsk Świętochłowice  | 8   | (d,2,2,2,2) |  |
| 9    | Adam Pawliczek        | ROW Rybnik            | 8   | (1,1,2,2,2) |  |
| 10   | Piotr Mazurek         | Motor Lublin          | 7   | (2,1,3,1,0) |  |
| 11   | Ryszard Franczyszyn   | Stal Gorzów Wlkp.     | 7   | (2,1,2,1,1) |  |
| 12   | Mirosław Daniszewski  | Stal Gorzów Wlkp.     | 4   | (1,0,0,1,2) |  |
| 13   | Arkadiusz Zielonko    | Unia Leszno           | 3   | (0,0,0,3,u) |  |
| 14   | Marek Glinka          | Falubaz Zielona Góra  | 3   | (0,1,2,0,0) |  |
| 15   | Krzysztof Grzelak     | Stal Gorzów Wlkp.     | 3   | (1,0,1,1,0) |  |
| 16   | Kazimierz Świdziński  | Ostrovia Ostrów Wlkp. | 1   | (1,0,w,0,0) |  |